# Marienkirchstraße 31a (Mönchengladbach)

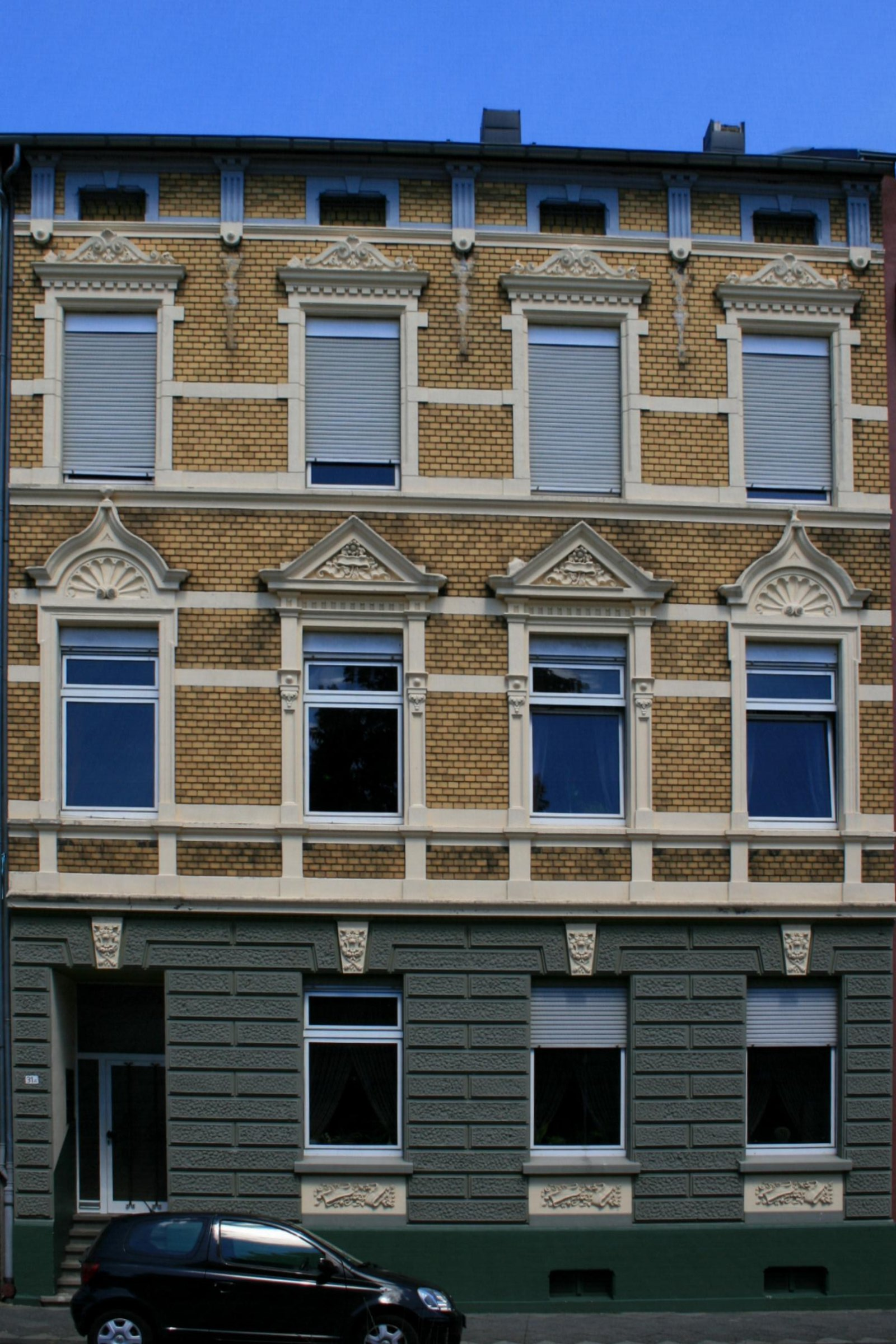
Wohnhaus (2010)

Das Wohnhaus Marienkirchstraße 31a steht im Stadtteil Eicken in Mönchengladbach (Nordrhein-Westfalen).
Das Gebäude wurde 1898 erbaut. Es wurde unter Nr. M 042 am 26. Januar 1989 in die Denkmalliste der Stadt Mönchengladbach eingetragen.

## Architektur
Das Wohnhaus bildet mit dem Nachbarhaus Nr. 31 ein Doppelhaus und dieses bildet mit den Häusern Nr. 39–53 (ungerade Nr.) und dem Eckhaus Alsstraße 9 ein Historismusensemble, das lediglich durch den Neubau Nr. 37 unterbrochen wird. Bei dem Objekt handelt es sich um ein dreigeschossiges traufenständiges Wohnhaus mit vier Fensterachsen das 1898 errichtet wurde. Die dekorative Gestaltung der historistischen Stuckfassade ist gegenüber dem Pendant Marienkirchstraße abgewandelt.